# 70.ª Divisão de Infantaria (Alemanha)
A 70ª Divisão de Infantaria (em alemão: 70. Infanterie-Division) foi uma unidade militar que serviu no Exército alemão durante a Segunda Guerra Mundial.

## Comandantes
| Comandante                    | Data                                       |
| ----------------------------- | ------------------------------------------ |
| Generalleutnant Wilhelm Daser | 15 de maio de 1944 - 9 de novembro de 1944 |

## Área de operações
| Países Baixos | maio de 1944 - novembro de 1944 |